# حبيب المصري
حبيب بك المصري والد المؤرخة القبطية إيريس حبيب المصري كان وكيل المجلس الملي العام في ثلاث دورات  (1885-1953)

## نشأتة
ولد سنة 1885م وقضى طفولته وفترة تعليمه الابتدائي في أسيوط، جاء إلى القاهرة للدراسة الثانوية. ثم بدأ عمله كموظف في الحكومة، لكنه في الوقت عينه دخل مدرسة الحقوق الفرنسية. وتدرج في المناصب الحكومية إلى أن وصل لمنصب «المستشار الملكي لوزارة العدل».

## نشاطه الكنسي
قبل مجيئه إلى القاهرة أسس مع اثنين من أصدقائه ناديًا ثقافيًا للشباب القبطي، كانت تُلقى فيه المحاضرات والندوات العلمية والدينية أيضًا. ولما حضر إلى القاهرة صار عضوًا في عدد كبير من الجمعيات الخيرية القبطية. وفي سنة 1928م أُنتخب لأول مرة في المجلس الملّي الذي ظل عضوًا فيه إلى آخر حياته، كما كان وكيلاً له في ثلاث دورات. وأهم ما كان يشغله وهو في المجلس هو الأسرة. فكان رئيسًا للجنة الأحوال الشخصية باستمرار، وكان يتطلع دومًا إلى حماية المرأة والأبناء، والهدف الثاني الذي شغله واهتم به وهو في المجلس الملّي هو الكلية الإكليركية والإكليريكيين.

## أرض الأنبا رويس
في سنة 1937م أراد وزير الداخلية الاستيلاء على أرض الأنبا رويس لأنها كانت أصلاً مدافن. طلبت الحكومة نقلها إلى أرض الجبل الأحمر الذي تبرعت به، ثم بعد ذلك أرادت أن تستحوذ على الأرض الأصلية لسعتها ولأهمية موقعها. فظلت المفاوضات بين الكنيسة وبين وزيريّ الداخلية والصحة حتى سنة 1943م. خلال هذه السنوات كتب حبيب المصري ثلاث مذكرات دفاعًا عن حق الأقباط في ملكية هذه الأرض؛ إحداها لرئيس الديوان الملكي وكتب الاثنتين للوزيرين. وشاءت المراحم الإلهية أن ينجح في مسعاه. فقرر الوزيران ووافقهما رئيس الوزارة على أن الكنيسة تملك أرض الأنبا رويس بشرط بناء منشآت عليها لا تدر أي ربح خلال خمس عشرة سنة وإلا تستولي الحكومة على الأرض. بنيت كاتدرائية القديس مرقس القبطية الأرثوذكسية على أرض الأنبا رويس.

## رابطة القدس للأقباط الأرثوذكس
في خميس العهد الموافق 13 إبريل سنة 1944م اتفق عدد من الغيورين من بينهم حبيب المصري مع الأنبا ثيؤفيلس مطران أورشليم آنذاك على تأليف جماعة لتنظيم الزيارات للأراضي المقدسة وتسهيل السفر للراغبين فيها، فألَّفوا ما تعرف «برابطة القدس للأقباط الأرثوذكس» برئاسة شرف المطران والرئاسة الفعلية لحبيب المصري.

## نياحته
تنيح بسلام سنة 1953م، ورثاه الأنبا يوأنس مطران الجيزة والقليوبية آنذاك قائلاً: «إن اسمه كان وصفًا حقيقيًا لشخصه فهو حبيب لأنه أحب الناس وأحبه الناس، وهو المصري لأنه يحب مصر من صميم قلبه».

## مواضيع مرتبطة
- كنيسة قبطية أرثوذكسية
- تاريخ مصر المسيحية
- القاهرة القبطية
- مقر بابا الإسكندرية